# Барби: Супер Принцесса
«Барби: Супер Принцесса» (англ. Barbie in Princess Power) — американский полнометражный компьютерный анимационный фильм режиссёра Изекиля Нортона.

## Сюжет
Кара — современная принцесса с повседневной и, иногда, скучной жизнью. Родители не хотят её понимать, настаивая на том, что церемонии и банкеты имеют большую важность, чем её собственные желания. Её жизнь круто меняется, когда бабочка, сия невинная жертва научных опытов барона Фон Ревендейла, дарит поцелуй голубоглазой блондинке. Теперь, помимо обладания супер-геройскими способностями, Кара берёт себе новое имя — Супер Блёстка. Будучи под этим секретным для общества именем, она борется с криминалом и спасает людей от всевозможных опасностей. Но лавры известности Блёстки вызывают зависть Корин, и та узнаёт секрет перевоплощения Кары. Теперь на сцене появляется вторая супер-героиня — Тёмная Блёстка. Кару не устраивает появление соперницы, ведь теперь внимание прессы будет приковано не к ней. Но ссоре на почве популярности не дано продолжаться долго, ибо властолюбцу барону, чтобы окончательно предъявить права на королевство, нужно убрать девчонок с пути.

## Роли озвучивали
| Актёр         | Роль                  |
| ------------- | --------------------- |
| Келли Шеридэн | Кара, Супер Блёстка   |
| Бритни Ирвин  | Корин, Чёрная Блёстка |
| Майкл Копса   | барон Фон Ревендейл   |